# Diastylis geocostae
Diastylis geocostae är en kräftdjursart som beskrevs av Mihai Bacescu och Petrescu 1991. Diastylis geocostae ingår i släktet Diastylis och familjen Diastylidae. Inga underarter finns listade i Catalogue of Life.